# Promyka červená
Promyka červená (Galerella sanguinea) je druh šelmy z čeledi promykovitých.
Patří k nejmenším promykám, dosahuje délky 27 až 40 centimetrů (dalších zhruba 30 cm měří ocas) a váhy 460 až 715 gramů, přičemž samci jsou znatelně větší než samice. Rezavě červené zbarvení srsti, které dalo druhu jeho české jméno, se nevyskytuje zdaleka u všech jedinců, běžná je i šedá nebo hnědá barva. Spolehlivějším určovacím znakem je černý konec ocásku. Rozlišují se na čtyři desítky geografických poddruhů; jeden z nich, promyka černá (Galerella nigrata), bývá někdy považován za samostatný druh.
Vyskytuje se hojně v savanách subsaharské Afriky, vyhýbá se pouštím i neprostupným lesům. Žije denním způsobem života, samotářsky nebo v párech. Je všežravá, převážně se živí hmyzem, drobnými plazy nebo obojživelníky, mršinami nebo ovocem. Nebojí se napadnout ani jedovaté hady, včetně těch nejnebezpečnějších (např. mamby). Na rozdíl od jiných promyk také dobře šplhá po stromech, kde vybírá ptačí hnízda.

## Chov v zoo
Promyka červená patří mezi vzácně chované druhy. V rámci celé Evropy je aktuálně jen v osmi zoo. V Česku ji chová Zoo Plzeň, Zoo Na Hrádečku a v letech 2009–2016 byla chována také v Zoo Praha, kde se v roce 2010 podařil první odchov ze zoo na území někdejšího Československa a také jeden z prvních v Evropě. V plzeňské zoo došlo k odchovu o rok později.